# Liste der Baudenkmäler in Forstinning

Innenraum von Mariä Heimsuchung in Forstinning

Auf dieser Seite sind die Baudenkmäler in der oberbayerischen Gemeinde Forstinning zusammengestellt. Diese Tabelle ist eine Teilliste der Liste der Baudenkmäler in Bayern. Grundlage ist die Bayerische Denkmalliste, die auf Basis des Bayerischen Denkmalschutzgesetzes vom 1. Oktober 1973 erstmals erstellt wurde und seither durch das Bayerische Landesamt für Denkmalpflege geführt wird. Die folgenden Angaben ersetzen nicht die rechtsverbindliche Auskunft der Denkmalschutzbehörde.

## Baudenkmäler nach Ortsteilen

### Forstinning
| Lage                           | Objekt                                    | Beschreibung | Akten-Nr.             | Bild           |
| ------------------------------ | ----------------------------------------- | --- | --------------------- | -------------- |
| Graf-Sempt-Straße (Standort)   | Bildstock                                 | kleine verputzte Nischenanlage mit Satteldach, 18. Jahrhundert | D-1-75-118-8 Wikidata | weitere Bilder |
| Moosstraße 3a (Standort)       | Bildstock                                 | Gemauerte kleine Nischenanlage mit Putzgliederung, 18. Jahrhundert; mit Ausstattung | D-1-75-118-2 Wikidata | weitere Bilder |
| Mühldorfer Straße 5 (Standort) | Katholische Pfarrkirche Mariä Heimsuchung | Ungegliederter Saalbau mit eingezogenem Polygonalchor, angefügter Sakristei und nördlichem Flankenturm mit Zwiebelhaube, im Kern gotischer Backsteinbau, barocke Umgestaltung von Balthasar Trischberger 1755–66; mit Ausstattung; Friedhofskapelle, kleiner teilweise offener Putzbau mit Satteldach und Dachreiter, im Kern 18. Jahrhundert, vergrößert zweites Viertel 19. Jahrhundert | D-1-75-118-1 Wikidata | weitere Bilder |

### Aich
| Lage                 | Objekt     | Beschreibung                                                                                    | Akten-Nr.             | Bild           |
| -------------------- | ---------- | ----------------------------------------------------------------------------------------------- | --------------------- | -------------- |
| Flur Aich (Standort) | Hofkapelle | Kleiner Putzbau mit steilem Satteldach und rundem Chorschluss, bezeichnet 1832; mit Ausstattung | D-1-75-118-3 Wikidata | weitere Bilder |

### Moos
| Lage                | Objekt     | Beschreibung                                                      | Akten-Nr.             | Bild           |
| ------------------- | ---------- | ----------------------------------------------------------------- | --------------------- | -------------- |
| Moosfeld (Standort) | Hofkapelle | Kleine verputzte Nischenanlage mit Zeltdach, wohl 19. Jahrhundert | D-1-75-118-5 Wikidata | weitere Bilder |

### Wind
| Lage                                                                  | Objekt     | Beschreibung                                                                  | Akten-Nr.             | Bild       |
| --------------------------------------------------------------------- | ---------- | ----------------------------------------------------------------------------- | --------------------- | ---------- |
| Siggenhofer Feld, an der ST2332 Markt Schwaben – Pastetten (Standort) | Wegkapelle | Kleiner Putzbau mit dreiseitigem Chorschluss und steilem Satteldach, vor 1855 | D-1-75-118-7 Wikidata | Wegkapelle |

## Ehemalige Baudenkmäler
In diesem Abschnitt sind Objekte aufgeführt, die früher einmal in der Denkmalliste eingetragen waren, jetzt aber nicht mehr. Objekte, die in anderem Zusammenhang also z. B. als Teil eines Baudenkmals weiter eingetragen sind, sollen hier nicht aufgeführt werden. Aktennummern in diesem Abschnitt sind ehemalige, jetzt nicht mehr gültige Aktennummern.

| Lage                                      | Objekt | Beschreibung                                                                 | Akten-Nr.             | Bild |
| ----------------------------------------- | ------ | ---------------------------------------------------------------------------- | --------------------- | ---- |
| Niederried Niederried 2 a, 2 b (Standort) | Stadel | Langgestreckter Holzständerbau mit Bundwerk und flachem Satteldach, vor 1855 | D-1-75-118-6 Wikidata | BW   |